# Gleichenia cunninghamii
Gleichenia cunninghamii là một loài dương xỉ trong họ Gleicheniaceae. Loài này được Heward ex Hook. mô tả khoa học đầu tiên năm 1844.
Danh pháp khoa học của loài này chưa được làm sáng tỏ. 